# Arisaema sazensoo
Arisaema sazensoo là một loài thực vật có hoa trong họ Ráy (Araceae). Loài này được (Blume) Makino mô tả khoa học đầu tiên năm 1901.